# Hyphydrus funebris
Hyphydrus funebris är en skalbaggsart som beskrevs av Guignot 1956. Hyphydrus funebris ingår i släktet Hyphydrus och familjen dykare. Inga underarter finns listade i Catalogue of Life.